# Gunnar Prawitz
Gunnar Hugo Prawitz, född 2 oktober 1898 i Gävle, död 29 september 1971 i Tumba församling, var en svensk jurist och politiskt aktiv.

## Biografi
Prawitz blev juris kandidat 1920, juris doktor 1927 vid Stockholms högskola och genomförde tingstjänstgöring 1921–1924. Han anställdes vid Kammarkollegiet 1927, var byrådirektör i Lantmäteristyrelsen 1937–1954, speciallärare vid Kungliga Tekniska högskolan 1948–1968 och anställd vid Svenska pastoratens riksförbund 1954–1965.
Han var del av partiledningen för det nazistiska partiet Svensk socialistisk samling tillsammans med Sven Olov Lindholm. Under 1960-talet var han medlen i S:t Michaelsorden, en katolsk och antisemitisk organisation med nära koppling till Sveriges nationella förbund.